# Vána
Vána is een personage uit de boeken van J.R.R. Tolkien. Ze is de echtgenoot van Oromë en de zuster van Yavanna.
Zij wordt de Altijd-Jonge genoemd; waar Vána komt openen de bloemen zich en zingen de vogels.